# Бодуэн де Куртенэ, Ромуальда Ромуальдовна
Ромуа́льда (Янина) Ромуа́льдовна Бодуэ́н де Куртенэ́ (пол. Romualda Baudouin de Courtenay), урожденная Багни́цкая (пол. Bagnicka; 1857—1935) — польская писательница.

## Биография
Родилась в Александровке Чигиринского уезда Киевской губернии 17 ноября 1857 года.
В числе первых поступила в 1878 году на Бестужевские курсы по историко-филологическому отделению. Окончив курс в 1882 году, вышла замуж за профессора-лингвиста И. А. Бодуэна де Куртенэ.
Напечатала по-польски ряд исторических этюдов: «Korespondencja poufna ex-agenta dyplomatycznego z damą 1813—1819» (Краков, 1886), «Nowe materyały do dziejów Kościuszki» (Краков, 1889) и др.
В журналах и газетах «Prawda» (Варшава), «Kraj» (СПб.), «Kurjer codzienny» (Варшава), «Nowa Reforma» (Краков), «Czas» (Краков), в сборнике «Charitas» (СПб., 1894), в лужицком журнале «Łužica» (Бауцен или Будышин) и др. появились в 1880-х и 1890-х годах её новеллы, рассказы, воспоминания, корреспонденции и критические статьи. В течение нескольких лет (1893—1900) печатались в газете «Kraj» (Санкт-Петербург) под псевдонимами Świadek и Niczyj, обращавшие на себя внимание её обзоры политической, общественной и художественной жизни Кракова и Галиции. В той же газете она помещала с 1901 г. ежегодные отчеты о художественной жизни и выставках СПб.

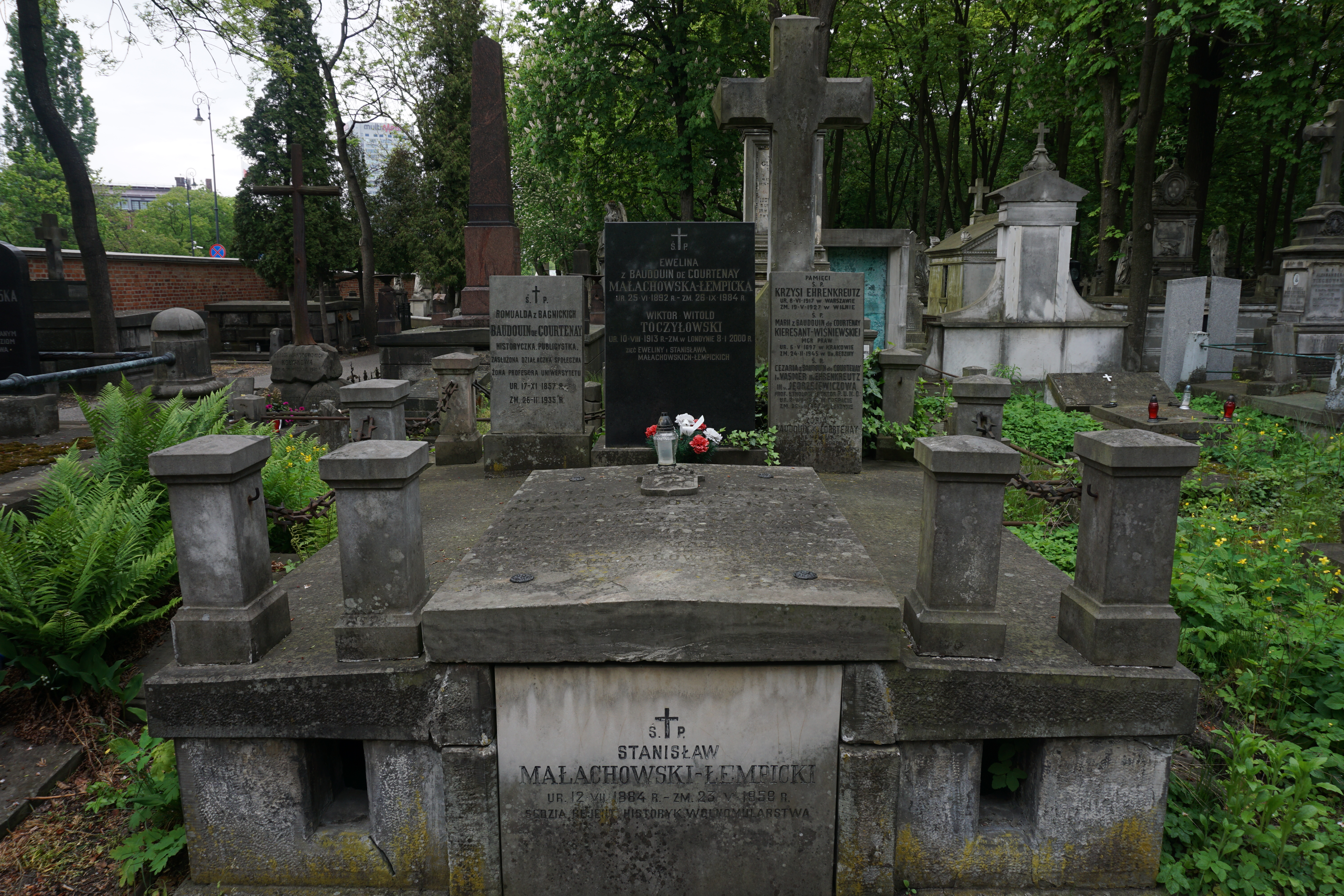
Могила Ромуальды Бодуэн де Куртенэ в семейном склепе на Повонзковском кладбище (Старые Повонзки) в Варшаве (на фотографии левая верхняя стела)

Характеристике политических деятелей Галиции (Стояловского, Дашинского, Бойко, Стапинского и Леваковского) посвящены «Sylwetki polityki polityczne» (Краков, 1897). На русском языке статьи Бодуэн де Куртене появились ещё с 1878—1881 годов в разных газетах: в «Северном Вестнике» (Санкт-Петербург, 1893, об «Элизе Ожешко»), в «Вестнике Знания». Отдельно издана в обработке Бодуэн де Куртене книга «История Польши». С 1905 по 1911 годы в органах, защищающих специально интересы женского равноправия («Ster» в Варшаве, «Союз Женщин» в Санкт-Петербурге), Бодуэн де Куртене печатала статьи по женскому вопросу. Принимает деятельное участие в борьбе против алкоголизма. С самого возникновения чешского журнала «Slovanský přehled» (Адольфа Чёрного) Бодуэн де Куртене являлась его постоянной корреспонденткой и сотрудницей.
Умерла 26 февраля 1935 года в Варшаве. Похоронена в семейном склепе на Повонзковском кладбище (Старые Повонзки) в Варшаве (участок 21-4-4/5).

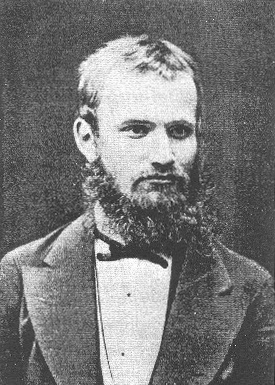
Иван Александрович Бодуэн де Куртенэ

### Семья
Муж — Иван Александрович Бодуэн де Куртенэ (1845—1929), российский и польский лингвист. Их дети:
- Цезария Бодуэн де Куртенэ Эренкройц Енджеевичева (урождённая Цезария Ивановна Бодуэн де Куртенэ, 1885—1967) — польский историк искусства, антрополог. Была последовательно замужем за Максом Фасмером, Стефаном Эренкройцем[пол.], Янушем Енджеевичем.
- София Ивановна Бодуэн де Куртенэ (1887—1967), российская и польская художница[3].
- Свентослав Бодуэн де Куртенэ (пол. Świętosław Baudouin de Courtenay, 1888—?), юрист, дипломат.
- Эвелина Ивановна Малаховская-Лемпицкая (пол. Ewelina Małachowska-Łempicka, урождённая Бодуэн де Куртенэ, 1892—1984), польский историк.
- Мария Кересант-Висневская (пол. Maria Kieresant-Wiśniewska, урождённая Бодуэн де Куртенэ, 1897—1945).